# Playa Grande (Guatemala)
Pour les articles homonymes, voir Playa Grande.
Playa Grande est une ville du Guatemala dans le département du Quiché.